# Holzkasten (Bergbau)

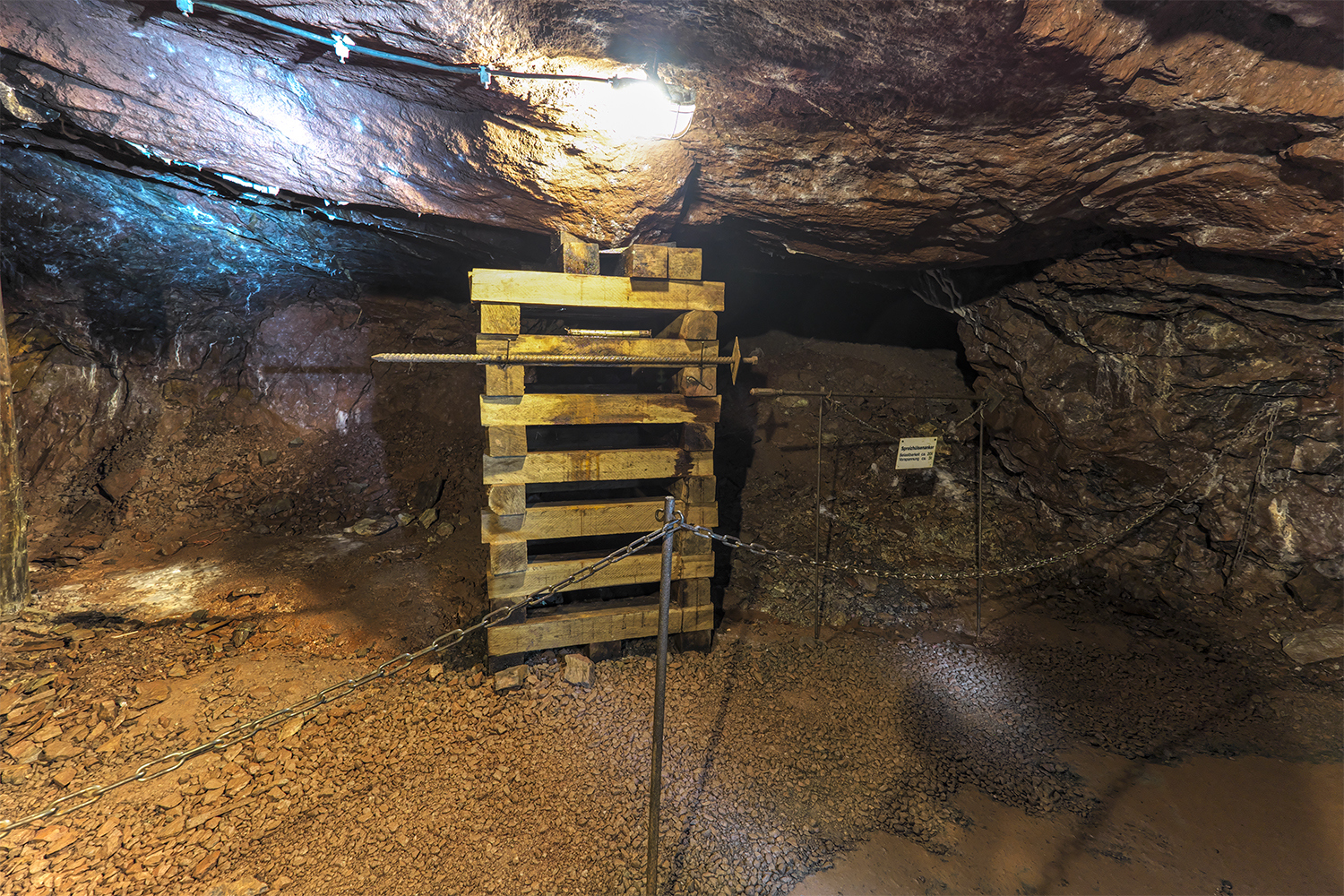
Holzkasten aus Eichenholz

Als Holzkasten bezeichnet man im Bergbau ein aus Kanthölzern oder Schwellen zusammengesetztes Stützelement, das die Form eines hohlen Kastens hat. Mit Holzkästen lassen sich größere Flächen unterstützen als mit anderen Ausbauarten. Allerdings besitzen Holzkästen nur etwa ein Fünftel der Tragfähigkeit von mit Sandsteinbrocken verfüllten Bergekästen oder von Bergemauern. Dabei haben Holzkästen einen hohen Wetterwiderstand. Außerdem wird für ihre Erstellung viel Holz benötigt.

## Aufbau
Ein Holzkasten wird aus mehreren Hölzern erstellt. Dazu werden die Hölzer kreuzweise übereinander gelegt. Pro Lage werden zwei Hölzer verwendet. Die Hölzer der untersten Lage müssen dabei stets in Fallrichtung liegen. Die Auflagestellen der einzelnen Hölzer müssen genau übereinander liegen. Holzkästen können, je nach verwendetem Holz, mehr oder weniger nachgiebig sein. Die größte Nachgiebigkeit haben Holzkästen, die aus altem wiedergewonnenen Kiefernrundholz erstellt werden. Bei frischem Kiefernholz ist die Nachgiebigkeit etwas geringer. Damit die Holzkästen genügend nachgiebig sind, ist neben der Auswahl auch ausreichender Abstand zwischen den Hölzern erforderlich. Wenn eine höhere Tragfähigkeit erreicht werden soll, legt der Bergmann beim Bau des Holzkastens in jeder Lage weitere Hölzer mit in den Kasten ein. Bereits ein drittes Holz pro Lage erhöht die Tragfähigkeit wesentlich. Werden so viele Hölzer pro Lage eingebaut, dass der Kasten dicht ist, nennt man diesen Aufbau Holzpfeiler.

## Verwendung
Holzkästen werden in Abbaustrecken bei flacher Lagerung eingesetzt. Sie werden entweder an einer oder an beiden Seiten zwischen Hangendem und Liegendem eingebaut und sind dann Bestandteil des Streckenausbaus. Beim Strebbruchbau werden Holzkästen als sogenannte Wanderkästen verwendet und dienen zur Sicherung des Streckensaumes. An Blindschächten werden Holzkästen zur Sicherung des Schachtstuhles und in Gesteinsstrecken zur Sicherung des Ausbaus gegen abbaubedingte Einwirkungen eingebaut. Aufgrund ihrer Bauweise können Holzkästen auch zur Abstützung von Hohlräumen dienen, die für das Abstützen mittels Stempel zu hoch sind.